# 응고화
응고화(凝固化) 또는 기억응고화(memory consolidation)는 뇌가 (단기 기억에서) 포착한 정보를 장기 기억으로 변환하는 일련의 과정을 말한다.

## 같이 보기
- 서술 기억